# Paratetrapedia xanthina
Paratetrapedia xanthina är en biart som först beskrevs av Jesus Santiago Moure 1994.  Paratetrapedia xanthina ingår i släktet Paratetrapedia och familjen långtungebin. Inga underarter finns listade i Catalogue of Life.